# Карл-Гайнц Рабе
Карл-Гайнц Рабе (нім. Karl-Heinz Raabe; 23 травня 1920, Кіль — 10 червня 1988) — німецький офіцер-підводник, оберлейтенант-цур-зее крігсмаріне.

## Біографія
1 жовтня 1938 року вступив на флот. З серпня 1940 року служив в 44-й, з жовтня 1941 року — в 14-й, з березня 1942 року — знову в 44-й флотилії мінних тральщиків. З 31 січня по 31 липня 1943 року пройшов курс підводника, 1-15 серпня — курс позиціонування (радіовимірювання), з 16 серпня по 15 вересня — курс командира підводного човна. З 27 вересня 1943 по 17 січня 1945 року — командир підводного човна U-1161. 18 січня 1945 року переданий в розпорядження 18-ї флотилії. З лютого по 2 травня 1945 року — командир U-1007.

## Звання
- Кандидат в офіцери (1 жовтня 1938)
- Морський кадет (1 липня 1939)
- Фенріх-цур-зее (1 грудня 1939)
- Оберфенріх-цур-зее (1 серпня 1940)
- Лейтенант-цур-зее (1 квітня 1941)
- Оберлейтенант-цур-зее (1 квітня 1943)

## Нагороди
- Залізний хрест
  - 2-го класу (1941)
  - 1-го класу (1943)
- Нагрудний знак мінних тральщиків (1942)
- Нагрудний знак флоту (16 жовтня 1942)